# NGC 3094
NGC 3094 (другие обозначения — UGC 5390, MCG 3-26-15, ZWG 93.23, IRAS09586+1600, PGC 29009) — спиральная галактика с перемычкой (SBa) в созвездии Льва.
Этот объект входит в число перечисленных в оригинальной редакции «Нового общего каталога».
В галактике в 2005 году была обнаружена вспышка сверхновой типа II, получившей обозначение SN 2005kh. Её пиковая видимая звездная величина составила 18,7m.